# James Cabezas
James Fernando Cabeza Mairongo (Cali, Valle del Cauca, 15 de junio de 1984) es un futbolista colombiano. Juega de delantero.

## Trayectoria

### Inicios
Cabeza debutó en Primera División después de pasar por las inferiores del Deportivo Cali, a las que llegó en 1998. Jugó en Deportes Tolima y Deportivo Pereira.

### Alianza Atlético
En 2009 emigra al fútbol peruano para jugar por el Alianza Atlético de Sullana. Con el club sullanense juega la Copa Sudamericana 2009.

### Tauro FC
En el 2011 llega Tauro FC de Panamá.

### América de Cali
En su corto paso por tauro, es confirmado como refuerzo del América de Cali, con el cual descendió a la Primera B luego de perder desde los penales la serie de promoción contra Patriotas.

### Monagas SC
En enero de 2012, llega a Monagas Sport Club de Venezuela.

### Trujillanos F.C.
El 4 de enero de 2016 regresaría a Trujillanos FC por un año.

### C.D. Águila
El 27 de diciembre de 2016 se confirma como nuevo jugador del C.D. Águila de la Primera División de El Salvador para el 2017. El 15 de enero en su debut anota su primer gol con el club en la goleada 5 a 2 sobre el CD Firpo. El 29 de enero le da la victoria a su club por la mínima en su visita al Isidro Metapán.

### Juticalpa F.C.
En enero de 2018 llega al Juticalpa Fútbol Club de la Liga Nacional de Fútbol Profesional de Honduras. Debuta el 4 de febrero con gol en la victoria 2 por 1 sobre la Real Sociedad, el 11 vuelve y marca gol en el empate a un gol frente a Lobos UPNFM.

## Clubes
| Club                | País                | Año                 | Partidos | Goles |
| ------------------- | ------------------- | ------------------- | -------- | ----- |
| Alianza Atlético    | Perú                | 2009                | 6        | 1     |
| Tauro F.C.          | Panamá              | 2011                | 2        | 0     |
| América de Cali     | Colombia            | 2011                | 8        | 1     |
| Monagas S.C.        | Venezuela           | 2012                | 36       | 16    |
| Caracas F.C.        | Venezuela           | 2012                | 11       | 0     |
| Deportivo Petare    | Venezuela           | 2013                | 10       | 7     |
| Trujillanos F.C.    | Venezuela           | 2013                | 37       | 29    |
| Mineros de Guayana  | Venezuela           | 2014 - 2015         | 34       | 25    |
| Trujillanos F.C.    | Venezuela           | 2016                | 35       | 17    |
| Águila              | El Salvador         | 2017                | 46       | 27    |
| Juticalpa FC        | Honduras            | 2018                | 24       | 15    |
| Municipal Limeño    | El Salvador         | 2019                | 23       | 6     |
| Total en su carrera | Total en su carrera | Total en su carrera | 272      | 76    |